# کامان
کامان (به ترکی استانبولی: Kaman) شهری است در کشور ترکیه که در استان قرشهر واقع شده‌است. جمعیت این شهر بر اساس سرشماری سال ۲۰۰۸ میلادی ۲۱٬۳۵۸ نفر و بر اساس برآوردهای سال ۲۰۰۹ میلادی ۲۱٬۵۹۸ نفر می‌باشد.